# زانکت کانتسیان ام کلوپاینرسی
زانکت کانتسیان ام کلوپاینرسی (به آلمانی: Sankt Kanzian am Klopeiner See) یک منطقهٔ مسکونی در اتریش است که در Völkermarkt District واقع شده‌است. زانکت کانتسیان ام کلوپاینرسی ۴٬۲۹۷ نفر جمعیت دارد.